# 21403 Haken
21403 Haken è un asteroide della fascia principale. Scoperto nel 1998, presenta un'orbita caratterizzata da un semiasse maggiore pari a 2,4327449 UA e da un'eccentricità di 0,1483625, inclinata di 3,35409° rispetto all'eclittica.